# Monastero di Santa Lucia a Camporeggi
Il monastero di Santa Lucia a Camporeggi è un edificio religioso scomparso di Firenze, già situato tra via San Gallo e via Salvestrina, davanti all'ospedale Bonifacio.

## Storia
L'incrocio tra via San Gallo e via Salvestrina era chiamato in antico "Croce di Via". Non è chiara l'origine del nome, poiché non formava un vero e proprio incrocio a croce (via Bonifacio Lupi fu tagliata solo nell'Ottocento), forse riferibile alla presenza di un crocifisso sulla strada. L'incrocio infatti presentava sui tre lati altrettanti istituti religiosi, e molti altri erano nelle immediate adiacenze. In particolare nell'angolo sud esisteva l'oratorio di San Silvestro, che diede il nome a via Salvestrina e su cui venne costruito il palazzo Pandolfini, a ovest l'ospedale Bonifacio e nell’angolo nord-est il monastero di Santa Lucia.
Il convento di Santa Lucia era stato fondato nel 1293 da suore agostiniane, che lo occuparono fino al 1436. Camporeggi si riferiva all'antico toponimo del Campus Regi, una zona di caccia della corte imperiale ai tempi di Matilde di Canossa che oggi è ricordato dal nome di una strada vicina.
Nel monastero successivamente vi risiedettero brevemente le carmelitane e, dalla seconda metà del XV secolo, le suore domenicane, che alla fine del secolo lo ingrandirono e ristrutturarono. Il convento fu soppresso dal governo francese nel 1808. In seguito vi furono ricavate grandi case d'abitazione, che non lasciarono traccia dell'antico edificio religioso.
Nel Museo del Bargello si conserva un rilievo di Andrea della Robbia con l'Adorazione del Bambino proveniente da questo monastero. In via San Gallo 72 si trova un tabernacolo con una copia di questo rilievo. 
Sulla casa in via Cavour 80, Francesco Bigazzi riportò nel 1886 una memoria marmorea con la sigla "C. di S. L.", oggi scomparsa. Lo storico la interpreta come "Confine di San Leopoldo", con riferimento all'inizio della via San Leopoldo (com'era chiamato quel tratto di strada). 

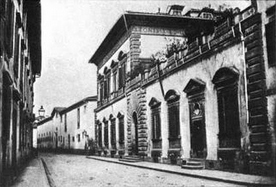
Una foto di palazzo Pandolfini verso il 1860, dove si vede anche il monastero di Santa Lucia prima della demolizione
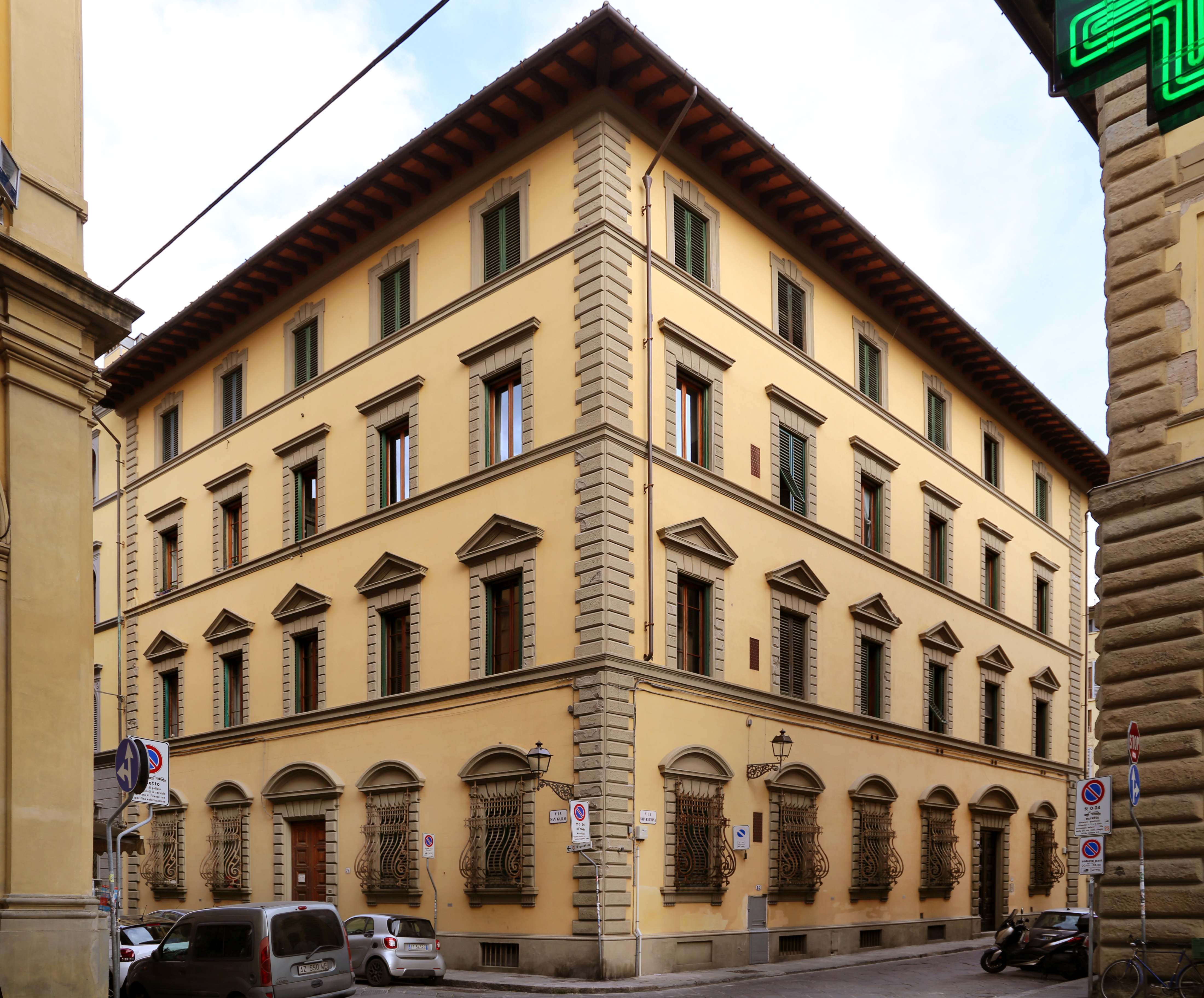
Il palazzo sorto al posto del convento presso la Croce di via